# Philippe Halsman
Philippe Halsman (Filips Halsmans; 2. května 1906 Riga, Lotyšsko – 25. června 1979 New York) byl americký portrétní fotograf původem z Lotyšska. Více než 30 let spolupracoval na různých projektech s umělcem Salvadorem Dalím, kterému také pomáhal realizovat některé jeho myšlenky fotograficky.

## Život a dílo

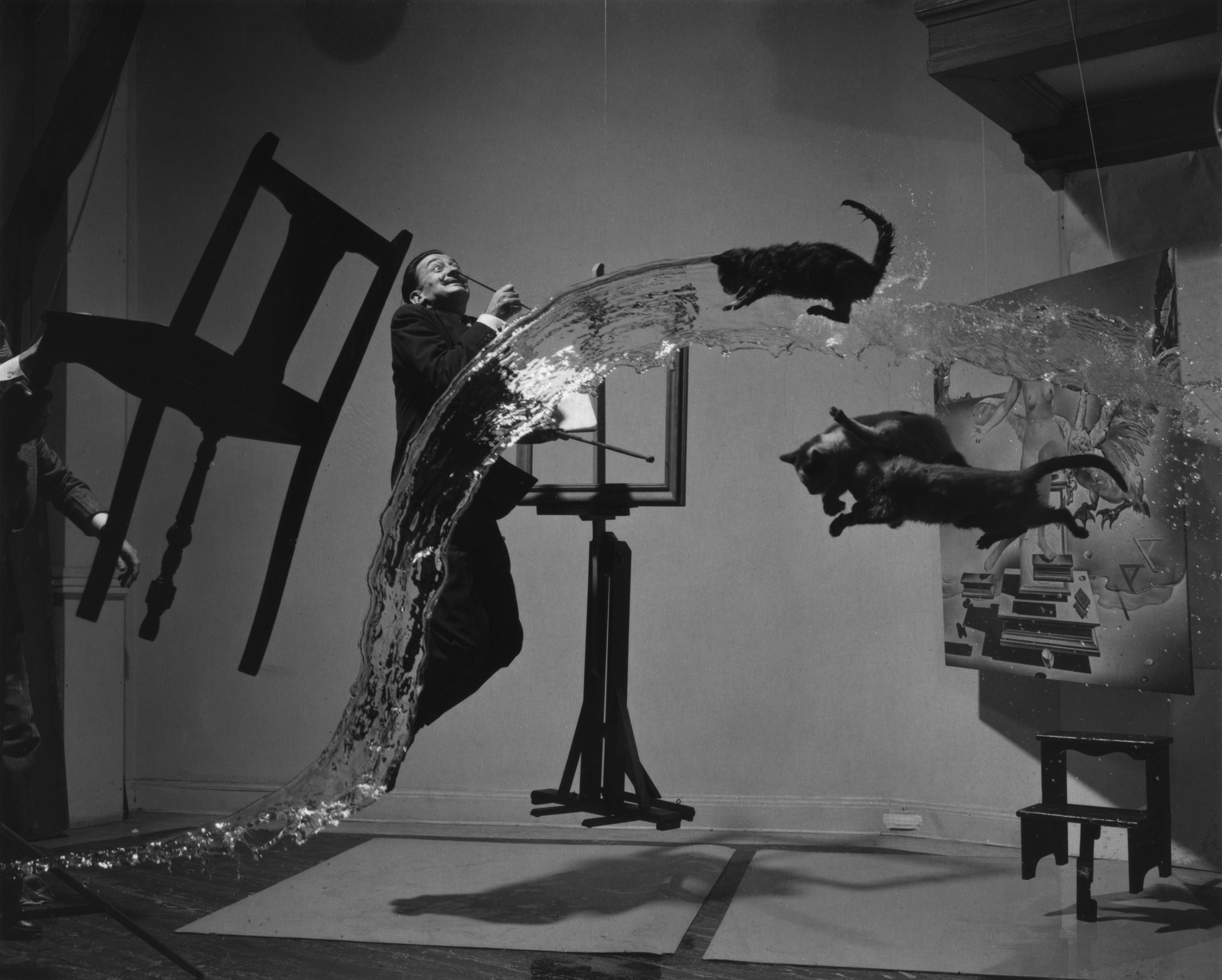
Philippe Halsman: Dali Atomicus (1948), nevyretušovaná verze, na které je možné vidět způsob aranžování snímku a chybějící malba v rámu na zadním stojanu

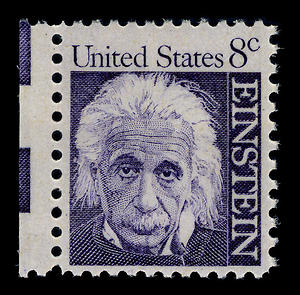
Truchlivý Albert Einstein na americké poštovní známce z roku 1966

Narodil se v židovské rodině Morducha (Maxe) Halsmana, zubaře a Ity Grintuchové, ředitelky gymnázia v Rize. Později vystudoval elektroinženýrství v Drážďanech.
V září 1928 šel Halsman se svým otcem Morduchem na pěší túru v rakouských Alpách. Během tohoto výletu Morduch zemřel na těžké zranění hlavy. Okolnosti nebyly nikdy zcela objasněny a Halsman byl odsouzen na 4 roky odnětí svobody za otcovraždu. Případ vyvolal anti-židovskou propagandu, získal mezinárodní publicitu, dokonce Albert Einstein a Thomas Mann psal dopisy na podporu Halsmana. Halsman byl propuštěn v roce 1931, pod podmínkou, že opustí Rakousko a nikdy se nevrátí.
Halsman tedy odešel z Rakouska do Francie. Začal přispívat do módních časopisů jako je Vogue a brzy získal pověst jednoho z nejlepších portrétních fotografů ve Francii, který byl známý svými ostrými, temnými obrazy, které vypadaly jako historické snímky. Když byla Francie napadnuta, Halsman uprchl do Marseille a nakonec se mu podařilo získat americké vízum za podpory rodinného přítele Alberta Einsteina (kterého později skvěle fotografoval v roce 1947).
Halsman měl první úspěch v Americe, kdy kosmetická firma Elizabeth Ardenové používala jeho fotografii modelky Constance Fordové na pozadí s americkou vlajkou v reklamní kampani na rtěnku Victory Red (Červená vítězí). O rok později, v roce 1942, našel práci v časopisu Life při fotografování módních návrhů klobouků. Na jednom z nich byl portrét Lilly Daché, který se dostal na obálku tohoto světového magazínu.
V roce 1941 se Halsman setkal se surrealistickým umělcem Salvadorem Dalím, se kterým v pozdních 40. letech začali spolupracovat. V roce 1948 vznikla fotografie Dali Atomicus, ve které zkoumal myšlenku zastavení, zobrazující tři letící kočky, hozený kbelík s vodou a Salvadora Dalího ve vzduchu. Název fotografie odkazuje na Dalího práci Leda Atomica, která je na snímku vidět v pravé části za dvěma kočkami. Halsman prohlásil, že museli absolvovat 28 pokusů, než byl s výsledkem spokojen. Halsman a Dalí nakonec vydali v roce 1954 přehled své spolupráce v knize Dali's Mustache (Dalího knírek), která obsahuje 36 různých pohledů na umělcův výrazný knír. Další slavná spolupráce mezi oběma byla korunována dílem In Voluptas Mors, surrealistický portrét Dalího vedle velké lebky, která je ve skutečnosti tableau vivant složený ze sedmi aktů. Halsmanovi trvalo tři hodiny, než zkomponoval modelky podle Dalího náčrtu. Verze snímku In Voluptas Mors byla nenápadně použita na plakátu k filmu Mlčení jehňátek (lebka jako symbol na hlavě smrtihlava) a s menší jemností a nápadností pro film The Descent.
V roce 1947 měl uskutečnit jednu z jeho nejznámějších fotografií – portrétoval truchlivého Alberta Einsteina, který během fotografování líčil své politování nad jeho rolí ve Spojených státech, když pozoroval atomové bomby. Fotografie byla později použita v roce 1966 na americké poštovní známce a v roce 1999 na titulní straně časopisu Time, který Einsteina tituloval jako „Osobnost století.“
V roce 1951 byl Halsman pověřen společností NBC na fotografování různých populárních komiků té doby, což byli například Milton Berle, Sid Caesar, Groucho Marx nebo Bob Hope. Při fotografování mnoho z nich zachytil ve výskoku ve vzduchu, což jej později inspirovalo k pořízení skákajících celebrit, včetně rodiny Fordů, Eduarda VIII. a Wallis Simpsonovou, Marilyn Monroe nebo Richarda Nixona.
Halsman to komentoval: „Když se zeptáte člověka na skok, je jeho pozornost převážně směrována k aktu skákání a jeho maska spadne tak, až se objeví skutečná osoba.“ Fotograf vyvinul filosofii skákaní v portrétní fotografii, který nazval skokologie (jumpology). V roce 1959 vydal knihu Philippe Halsman's Jump Book, která obsahovala 178 fotografií skákajících celebrit.
Jeho kniha z roku 1961 Halsman on the Creation of Photographic Ideas pojednávala o způsobech, jak má fotograf produkovat neobvyklá díla, a obsahuje tři pravidla: „pravidlo neobvyklé techniky“, „pravidlo přidané neobvyklé funkce“ a „pravidlo chybějící funkce“.
Kromě těchto fotografoval ještě další známé osobnosti, mezi kterými byli například Alfred Hitchcock, Judy Garland, Winston Churchill, Marilyn Monroe, Dorothy Dandridge a Pablo Picasso. Mnoho z nich se objevilo na titulní straně časopisu Life.
V roce 1952 použil John F. Kennedy od Halsmana dvě fotografie. První z nich se objevila na obálce původního vydání Profiles in Courage fotografie byla použita v senátní kampani.
V roce 1958 byl Halsman součástí seznamu Popular Photography's „World's Ten Greatest Photographers“ a roku 1975 obdržel cenu za celoživotní dílo Life Achievement in Photography Award od společnosti American Society of Magazine Photographers. Po celém světě uspořádal celou řadu výstav.
Halsmanův příběh byl zfilmován v roce 2007 ve filmu Jump!, ve kterém roli Halsmana zahrál Ben Silverstone.

## Galerie

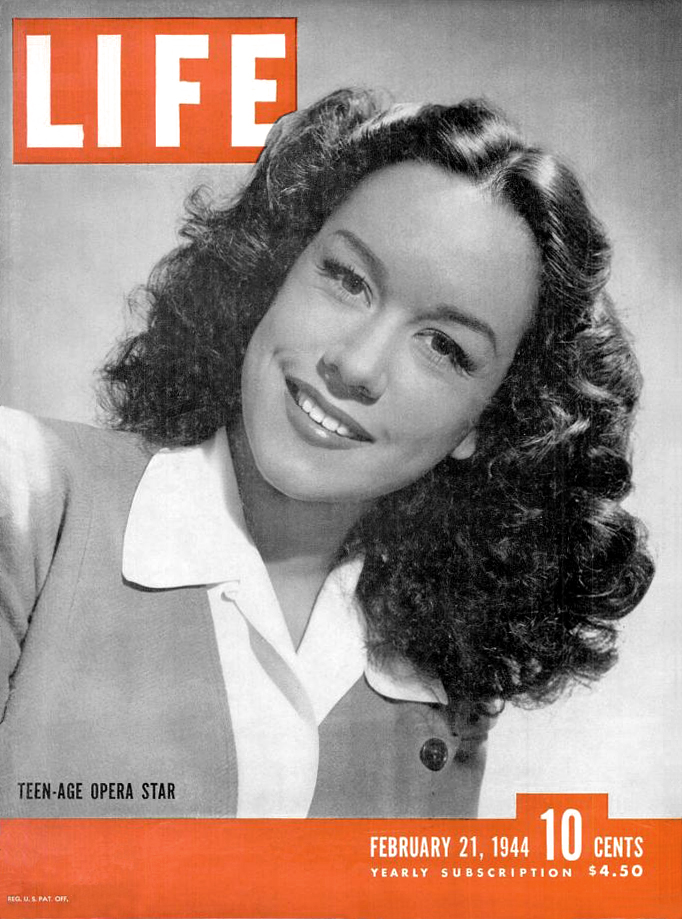
Patrice Munsel jako „Teen-Age Opera Star“, obálka únorového magazínu Life, 1944
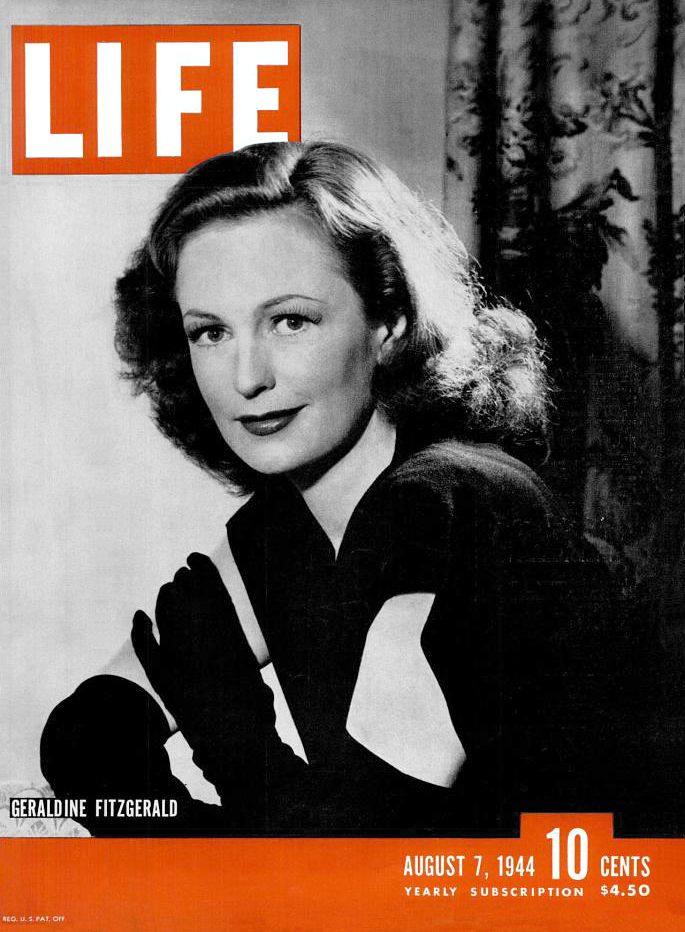
Geraldine Fitzgerald, vydání srpen 1944
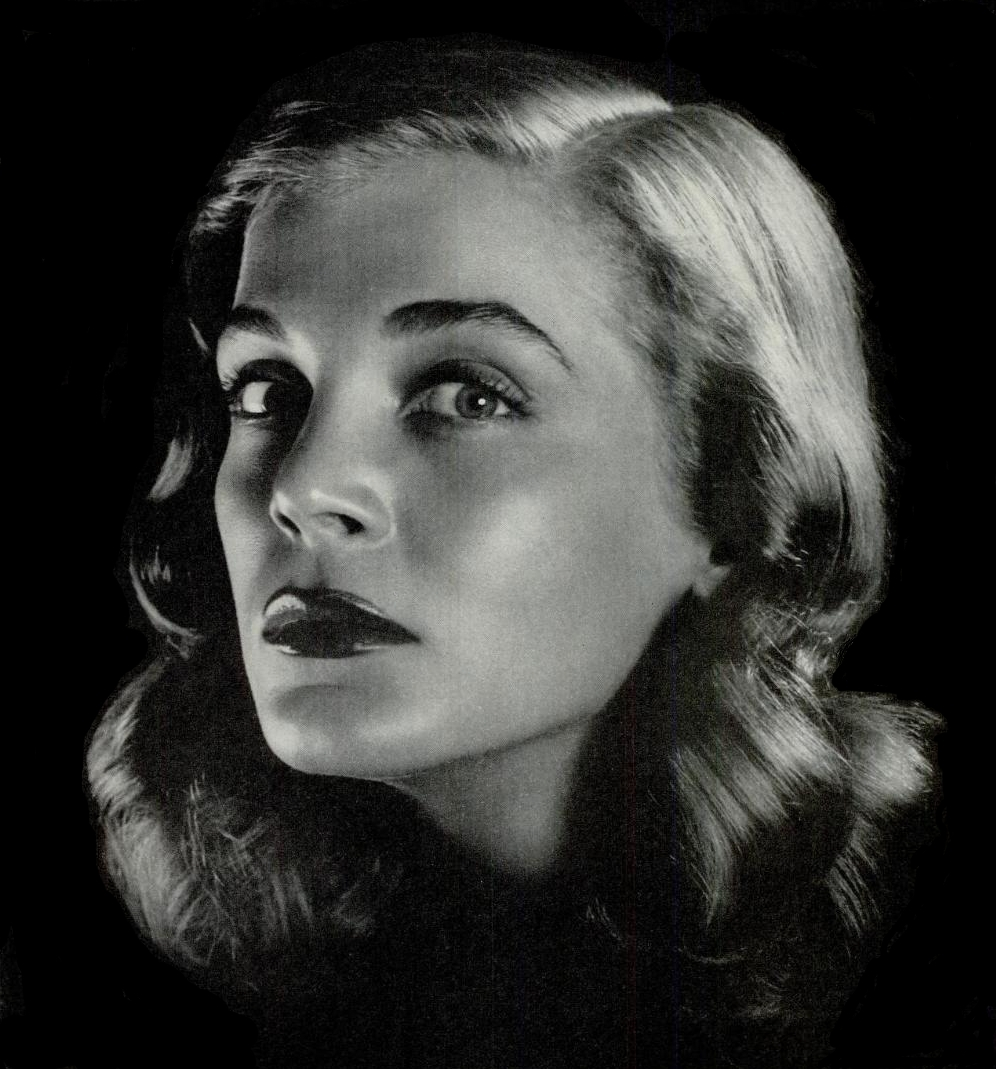
Lizabeth Scott pro magazín Life, 30. července 1945